# Бараташвілі Марія Гервасіївна
Марія (Маріка) Гервасіївна Бараташвілі (20 квітня 1908, місто Чіатура Кутаїської губернії, тепер Грузія — 30 грудня 2008, Грузія) — грузинська радянська письменниця, поетеса і драматург. Депутат Верховної ради СРСР 4-го скликання.

## Життєпис
У 1945 році закінчила філологічний факультет Тбіліського державного університету імені Сталіна.
У 1965—1991 роках була редактором республіканського журналу «Грузинські жінки».
Член КПРС з 1966 року.
З 1936 року займалася літературною діяльністю. Член Спілки радянських письменників Грузії з 1940 року. Видала поетичні збірки «Вірші» (1948), «Саповнела» (1958), «День сьогоднішній» (1969), «Я і вона» (1975), «Думки лорога і маки» (1986). Марія Бараташвілі авторка п'єс «Висока мрія» (1953), «Моє Квавілеті» (1959), «Швидкий поїзд» (1964), «Поверхи» (1969), «Така вдача» (1977), «Учитель танців і співу» (1979), «Вечір дивних ігор» (1987), ліричної комедії «Маріне» (1950; за нею в 1954 році знято фільм «Дзиґа»), поеми про дітей «Нанулі» (1941), кількох збірок віршів для дітей.
Переклала грузинською вірш Лесі Українки «Сон». Українською мовою окремі твори Бараташвілі перекладали О. Новицький, В. Бичко, Л. Забашта, О. Синиченко та інші.
Померла 30 грудня 2008 року.

## Нагороди
- орден Честі (Грузія) (01.07.1996)
- орден Трудового Червоного Прапора (26.07.1978)
- орден «Знак Пошани» (17.04.1958)
- медалі
- Заслужений діяч мистецтв Грузинської РСР (1967)